# Vitskaftad svartspik
Vitskaftad svartspik (Chaenothecopsis viridialba) är en lavart som först beskrevs av August von Krempelhuber och som fick sitt nu gällande namn av Alexander Friedrich Wolfgang Schmidt. 
Vitskaftad svartspik ingår i släktet Chaenothecopsis och familjen Mycocaliciaceae. Arten är reproducerande i Sverige. Inga underarter finns listade i Catalogue of Life.